# تاناکاروکوریچی
تاناکاروکوریچی (به لاتین: Thanakkarukurichchi) یک منطقهٔ مسکونی در سری‌لانکا است که در استان شمالی (سری‌لانکا) واقع شده‌است.